# Премія Григорія Сковороди
Премія ім. Григорія Сковороди (також Премія «Сковорода»; фр. Le Prix Skovoroda) — відзнака Посольства Франції в Україні за найкращий переклад із французької мови українською, заснована в 2001 році в межах посольської програми сприяння видавничій справі в Україні «Сковорода», яку присуджують у двох категоріях:
- література;
- гуманітарні та суспільні науки.

## Журі
Членами журі премії в різний час були:
- Івасютин Тарас Дмитрович
- Курков Андрій Юрійович
- Мандзак Іван Антонович
- Макаров Юрій Володимирович
- Чередниченко Олександр Іванович

## Лауреати за роками
2015 року:
- у категорії «література»: Галина Чернієнко — за переклад книги Жерара де Кортанза «Індиґо», яка вийшла у видавництві Жупанського, з приміткою «за вишукане відтворення стилістично виразного тексту»;
- у категорії «гуманітарні та суспільні науки»: Олег Хома — за переклад книги «Медитації» Декарта у дзеркалі сучасних тлумачень: Жан-Марі Бейсад, Жан-Люк Марйон, Кім Сан Он-Ван-Кун, яка вийшла у видавництві «Дух і Літера» (м. Київ), з приміткою «за адекватне відтворення класичного філософського твору засобами сучасної наукової мови».

Особливої відзнаки журі були удостоєні:
- Іван Рябчий за переклад книги « Спогади вигнанця, фізика, громадянина світу» Жоржа Шарпака;
- Софія Рябчук за переклад книги «Як розмовляти з дітьми про мистецтво» Франсуази Барб-Галль, Видавництво Старого Лева (м. Львів);
- Ярослав Коваль за переклад твору «Зазі в метро» та  Юрій Лисенко за переклад «Вправ зі стилю» Ремона Кено у співавторстві з Я.Ковалем, Фоліо (м. Харків);

2014 року:
- єдиним лауреатом став Андрій Рєпа за переклад книг «Теперішнє, нація, пам'ять» П'єра Нора (вид-во Кліо, м. Київ), та «Учитель-незнайко» Жака Рансьєра (вид-во Ніка-Центр, м. Київ).

2012 року:
- у категорії «література»: Дмитро Чистяк за переклад книги «Чорне творіння. Вогні» Марґеріт Юрсенар (видавництво «Пульсари»)

Спеціальної відзнаки були удстоєні перекладачі Ірина Славінська за «Допінґ духу» Сіорана, Віктор Шовкун за «Вільшаного короля» Мішеля Турньє та Андрій Рєпа за переклад твору Філіпа Солерса «Війна смаку».
2011 року:
- у категорії «література»: Марина Марченко — за переклад книги Ромена Гарі «Обіцянка на світанку», яка вийшла у видавництві «К. І. С.» (м. Київ) ;
- у категорії «гуманітарні та суспільні науки»: Оксана Йосипенко — за переклад книги Марка Крепона «Європейські іншості», які вийшла у видавництві «Український центр духовної культури» (м. Київ).

2010 року:
- у категорії «література»: Петро Таращук за переклад книг «Малон умирає. Несказанний» Семюеля Бекета (Юніверс, 2009) і «Цитадель» Антуана де Сент-Екзюпері (Видавництво Жупанського, 2010);
- у категорії «гуманітарні та суспільні науки»: Андрій Рєпа за переклад книг «Концепт моделі» Алена Бадью (Ніка-Центр, 2009) і «Трактат атеології» Мішеля Онфре (Ніка-Центр, 2010).

Особливої відзнаки журі була удостоєна: Ганна Малець за переклад книги «Характери» Жана де Лабрюєра (Пульсари, 2009).
2009 року:
- у категорії «література»: Леонід Кононович за переклад книги «Відстрочення» (2-й том трилогії «Шляхи свободи» Ж.-П. Сартра («Юніверс», Київ);
- у категорії «гуманітарні та суспільні науки»: Світлана Глухова за переклад книги «Кондорсе (1743–1794). Інтелектуал у політиці» («Юніверс», Київ).

Особливої відзнаки журі були удостоєні:
- Марина Марченко за переклад книги «Життя попереду» Ромена Гарі («К. І. С.», Київ);
- Володимир Артюх за переклад книги «Інтелектуальна влада у Франції» Режіса Дебре («Дух і літера», Київ).

2008 року:
- у категорії «література»: Марія Венгренівська за переклад книги «Око вовка. Куть-кутько» Даніеля Пеннака («Неопалима купина», Київ);
- у категорії «гуманітарні та суспільні науки»: Зоя Борисюк за переклад книги Данієля Бовуа «Російська влада та польська шляхта в Україні 1793–1830» («Кальварія», Львів).

2007 року:
- у категорії «література»: Ганна Малець за переклад книги «Атласний черевичок» Поля Клоделя («Кайрос», Київ);
- у категорії «гуманітарні та суспільні науки»: Маркіян Якуб'як за переклад «Словника театру» Патріса Паві (Видавництво Львівського національного університету, Львів).

Особливої відзнаки журі були удостоєні:
- Олена Борисюк за переклад книги «Оскар і рожева пані» Еріка-Емманюеля Шмітта, («Кальварія», Львів);
- Марта Філь та Ірина Магдиш за переклад книги «Фрагменти мови закоханого» Ролана Барта («Ї», Львів);
- Леонід Кононович за переклад книги «Простір літератури» Моріса Бланшо («Кальварія», Львів).

2006 року:
- у категорії «література»: Михайло Москаленко за переклад книги «Поезії» Поля Валері («Юніверс», Київ);
- у категорії «гуманітарні та суспільні науки»: Галина Чернієнко за переклад книги «Брат Франциск» Жульєна Ґріна («Юніверс», Київ) ;

Особливої відзнаки журі були удостоєні: Оксана Йосипенко та Сергій Йосипенко за переклад книги «Демократія проти себе самої» Марселя Ґоше («Український центр духовної культури», Київ).
2005 року:
- у категорії «література»: Анатоль Перепадя за переклад книги Франсуа Рабле «Ґарґантюа та Пантагрюель» («Кальварія», Львів);
- у категорії «гуманітарні та суспільні науки»: Зоя Борисюк і Наталія Лисюк за переклад книги А. Ланглуа, A. Ле Муане, Ф. Спіса, М. Тібо, Р. Требюшона, Д. Фуйу «Святе письмо в європейській культурі. Біблійний словник» («Дух і літера», Київ).

Особливої відзнаки журі були удостоєні:
- Лариса Федорова за переклад книг «Саботаж кохання» Амелі Нотомб, «Озеро» Жана Ешноза, «Та, що грає в ґо» Шань Са («Port-Royal», Київ);
- Роман Мардер за переклад книги «Платформа» Мішеля Уельбек («Фоліо», Харків);
- Петро Таращук за переклад книги «Полілог» Юлії Крістевої («Юніверс», Київ);
- Світлана Желдак за переклад книги «Незбагненна божа любов» Поля Євдокимова («Дух і літера», Київ).

2004 року:
- у категорії «література»: Роман Осадчук за переклад книги Клода Сімона «Дорога Фландрії. Зоосад» («Юніверс», Київ);
- у категорії «гуманітарні та суспільні науки»: Віктор Шовкун за переклад книги Мішеля Фуко «Археологія знання» («Основи», Київ).

Особливої відзнаки журі були удостоєні:
- В. І. та Н. І. Пащенки за переклад книги «Пісня про Роланда» («Либідь», Київ);
- Євген Марічев за переклад книги «Видиме й невидиме» Моріса Мерло-Понті («КМ Академія», Київ);
- Зоя Борисюк та Григорій Філіпчук за переклад книги Жоржа Дюбі «Доба соборів. Мистецтво та суспільство 980–1420 рр.» («Юніверс», Київ).

Спеціальним заохоченням журі було відзначено Ганну Малець за переклад книги Мішеля Бютора «Переміна» («Пульсари», Київ).
2002 року:
- у категорії «література»: Михайло Москаленко за переклад книги Стефана Малларме «Вірші та проза» («Юніверс», Київ) ;
- у категорії «гуманітарні та суспільні науки»: Наталія Колибіна за переклад книги Жана-Клода Шмітта «Сенс жесту на середньовічному Заході» («Око», Харків).

2001 року:
- у категорії «література» : Анатоль Перепадя за переклад повного тексту роману-епопеї Марселя Пруста «У пошуках утраченого часу» («Юніверс», Київ);
- у категорії «гуманітарні та суспільні науки»: Олег Хома за переклад книги Жана-Жака Руссо «Про суспільну угоду, або Принципи політичного права» («Port-Royal», Київ).

## Виноски
1. ↑  Склад журі Премії ім. Григорія Сковороди 2008. Архів оригіналу за 21 листопада 2010. Процитовано 18 жовтня 2010.
2. ↑  Remise du Prix Skovoroda 2012 (фр.) . 10 жовтня 2012. Процитовано 14 лютого 2025.